# 大串哲史
大串 哲史（おおくし てつふみ、1968年9月 - ）は、日本の実業家、理容師。株式会社オオクシ代表取締役。千葉県出身。千葉県を中心に約60店舗の理美容室チェーンを経営。データ分析を重視した経営方針と理美容師の待遇改善への取り組みなどで知られ、中小企業IT経営力大賞・日本経営品質賞など多くの受賞歴がある。2022年6月からは、宿泊業にも参入。鴨川市に1棟貸しの宿泊施設「梵まる」を開業。

## 人物・来歴
先代が1964年に個人経営で創業した理容室の後継者として他店で修業後、1992年に24歳で入社。従業員の採用や育成を任される。大串はカット術や接客方法のマニュアルを作り育成。1997年に社長に就任。盛和塾に入塾。当時、会社の経営状況は非常に厳しい状況にあったが、入塾後「経営12ヶ条」に出会い、その教えを着実に実行。目的と目標が明確になることで人生が変わることに気付く。ある時、機会を得、稲盛和夫に多店舗展開の方法を尋ねたところ「大きくなっても使える仕組みを小さい時に作っておくこと」と教えられ、この言葉をヒントに実践。理美容師の専門学校通学時にコンビニエンスストアのアルバイトでPOSレジを知り、顧客の「カルテ」作成のために導入するなど店舗の運営状況やサービス内容を可視化し、丁寧な接客を徹底するなどの手法で多店舗化を推進。稲盛の提唱したアメーバ経営の中でも、特に「部門別採算」を重視。店長がリーダーとして育ち、経営者感覚を身につけていくことが重要で、そのために部門別採算の数字を出し可視化することを重視する経営手法をとった。
2000年以降に急成長させ、2021年4月現在で19年連続増収、15期連続2桁成長を記録。2024年6月期には年間来店者数113万人を記録、23期連続増収を達成し、「東京商工リサーチが選んだ全国で上位8％の優良企業」に選ばれた。
データ分析を重視することで顧客の再来店率を飛躍的に伸ばし、従業員の離職率を大幅に引き下げた。オンリーワンをテーマに新しいビジネスモデルに取り組み、
「ヘアーサロンオオクシ」「ヘアカラーファクトリー」「カットオンリークラブ」「カット:ビースタイル」「カットスタイルクラブ」「美禅」 等の直営店を55店舗運営するほか、独立支援事業、コンサルティング、キャリア復帰を支援するトレーニングセンターを運営する。
かつて苦しい時期には比叡山で仏教を学んだ。そこで何が正解なのかを僧に問うたが、「正解がないのが正解という教えです」と言われた。その後、山田恵諦という第253世天台座主を務めた僧侶の本に「正解がないのが正解と教えたが、どうしても正解というものを一つあげるなら、一人でも多くの人がよくなることのみが正解である」と記しているのを見つけた。これを読んだときに、しっくりとくる物差し、判断基準を得たと思った。
大串自身が対面でのリーダー研修に取り組んでおり、2023年からは創業者である父の代に大串と弟が日曜日にだけ母に代わり作っていた昼食のカレーのレシピを皆で食べる習慣があるなど、「同じ釜の飯を食う」との言葉を実践し、人と人の「縦と横のつながり」を大切にしている。

### 数値化の徹底
理美容業を「プロダクトアウト」ではなく「マーケットイン」を徹底した業態ととらえ、顧客の要望の「見える化」とこれを分析するための「数値化」にこだわった。評価の指標には「再来店率」を用い、リピーターの獲得数値が高い理由を分析し、それを社員一人一人に経営者感覚を持たせるため、全店舗の従業員全員にフィードバックした。結果、全店舗の平均「再来店率」は 85.6 ％に達し、店舗によっては最高で95 ％を超えることに成功。現在展開している6つのブランドは、数値の分析とフィードバックの徹底から生まれたものであるとしている
。
株式会社オオクシ社員の平均年収は、全国の理美容師の平均年収を70万円以上上回り、千葉県内の理美容師の平均年収より20％程度高い上、歩合制ではなく固定給をベースとしている。離職率は業界平均の4分の1。昇給基準は明確で、全従業員に公開されているほか、アシスタントは昼間に研修を受けることができ、毎月ウィッグなどの道具手当が支給されている。スタッフ教育では、カット術や接客方法のマニュアルを10数年以上にわたり改訂し続けている。社員寮も低家賃で用意し、福利厚生を充実させた。

### 徹底した合理化
業界に先駆けてのPOSシステムの導入や顧客情報・従業員情報などの数値化を実施。従来の“勘と経験にたよる経営”から、データを基に合理的・効率的な経営方式にシフトさせ、顧客の再来店率を飛躍的に伸ばす。ソフトの自社開発や美容業界に適したPOSレジの採用を行ったり、データ分析のための子会社を設立した。大串の経営する株式会社オオクシは、信用調査会社から理美容業No.1の評価をうけている。
働き方改革の推進のため、指紋静脈認証技術を導入。全従業員の指紋と静脈をパソコンに登録。従業員がどの店舗で勤務しても労働時間を正確に把握できるようにする。これにより、残業時間の正確な算出を可能とし、営業時間後の無駄な労働時間の削減を実現した。

### 東日本大震災時の対応
東日本大震災発生により、売上げは一時的に急減。大串はその際、報酬を全額返上、復旧に奔走した。営業時間の延長により従業員の給与を確保。同業他社が解雇や給与カットを行う中で、3月にも黒字を維持、4－6月には過去最高の業績を記録。2017年には15期連続2桁成長を達成。

### 新型コロナ禍
新型コロナ禍時には、経営理念に基づき、休業も助成金申請も行わず営業を続ける方針をとり、2020年3月5日には対応マニュアルを、4月13日にはコロナ不況緊急対策計画書を策定。全従業員へ配布・共有した。大串は経営者の一番の仕事は判断することであるが、その判断基準には損か得かという欲を基準とすることと好き嫌いの感情を排すべきと考えるが、さらにその判断基準に「あるべき理想の姿」があることが重要であり、コロナ禍を乗り切ることができたのも、あるべき理想の姿があり、会社の存在する理由を明文化したことにあると発言している。経営理念の1行目には「地域社会に貢献する」を掲げているため、店を閉めるとそれが達成されないと考え営業を続けた。ただし、社員を危険にさらすわけにいかないため、休みたい従業員には給料を保証したが、休んだのは家族に持病を持つ者がいる5名だけだったという。
同時に「働き方改革」に取り組み、指紋静脈認証技術を使い、1分単位で残業時間を算出。どこの店舗に行っても労働時間が分かる仕組みを作った結果、無駄な残業の大幅な削減に成功。研修による技術力の向上と、働き方改革などの取り組みを続け、1人当たりの売上高をコロナ前と比較し大きく向上させた。その結果、平均収入を理美容業界平均より100万円近く上回る結果を出した。

### 宿泊業への参入
2022年6月より、宿泊業に参入。鴨川市に1棟貸しの宿泊施設「梵まる」3棟を順次開業。

### その他の活動

#### ルームトゥーリード
2009年以降、地域社会へ貢献の一部として、発展途上国に図書館をつくり識字率を高める活動「ルームトゥーリード」に参加。

#### 創史塾
後輩経営者に学びの場である、経営者塾「創史塾」を立ち上げた。創業間もない会社や伸び悩んでいる経営者、売上高10億円未満の会社経営者しか入れない。

## 略歴・受賞歴
- 1968年 - 千葉県に次男として生まれる。
- 1997年 - 株式会社オオクシ社長に就任。
- 2002年 - 4月、千葉市稲毛海岸にてカット専門店「カットオンリークラブ」開店。9月、「株式会社オオクシ」に組織変更[30]。
- 2004年 - 12月、コンサルティング事業部を法人化「有限会社ビューティーコミュニケーションシステム」設立

（現在は株式会社に組織変更）。
- 2006年 - 経済産業省推進IT経営百選「最優秀賞」、第10回千葉県ベンチャー企業経営者表彰「優秀社長賞」受賞。10月、千葉市稲毛区にて総合美容室「カットビースタイル」開店[30]。
- 2008年 - 第13回千葉元気印企業大賞「奨励賞」受賞、中小企業IT経営力大賞2008「IT経営実践企業」認定(経済産業省)。
- 2009年 - 第14回千葉元気印企業大賞「奨励賞」受賞、中小企業IT経営力大賞2009「IT経営実践企業」認定(経済産業省)。
- 2010年 - 第8回「ハイサービス日本300選」受賞。中小企業IT経営力大賞「経済産業大臣賞」受賞。社員いきいき!元気な会社宣言企業（千葉県）。
- 2011年 - 3月、佐倉市にて新しいタイプの総合美容室「美禅」開店[30]。第16回千葉県元気印企業大賞「大賞(知事賞)」受賞。
- 2012年 - 「稲盛経営者賞・非製造部門第3グループ1位」受賞。
- 2013年 - 「おもてなし経営企業」認定(経済産業省)。
- 2014年 - ダイヤモンド社「THE FIRST COMPANY2015」～新領域を切り開く独創のイノベーターたち～選出。 創史塾創設[31]。
- 2015年 - 「中小企業による経営危機への対応と持続的な競争優位獲得への取り組み」に掲載(日本公庫総研リポート)。
- 2016年 - 『経営者トップ113人が綴る「いま届けたい“感謝”の言葉」』掲載(PHP研究所　編) 。
- 2017年 - 「がっちりマンデー!!　知られざる40社の儲けの秘密」認定(カドカワ)。書面添付十年連続 特別表敬状 授与 （主催/TKC全国会）。
- 2018年 - 日本サービス大賞 優秀賞受賞（主催:サービス産業生産性協議会）[32]。
- 2019年 - 経営デザイン認証（主催:公益財団法人日本生産性本部経営品質協議会）。
- 2020年 -  2020年度日本経営品質賞（中小企業部門）受賞。
- 2022年
  - 6月、宿泊業に参入。鴨川市に1棟貸しの宿泊施設「梵まる」3棟を順次開業[5][6]。
  - 10月21日、「2022ちば経済生産性シンポジム」にて講演[33]。
- 2023年 - 『週刊現代』8月5日号の特集で、「いまどき真っ当な経営者30名」の1人に選ばれる[34]。

（ほか）

## 著書
- 『誰でもできるヘアサロン独立マニュアル』大串哲史著、 鈴木陵太郎共監修（2007年1月1日、理美容教育出版）ISBN 9784897900124、ISBN 4897900123

## 関連書籍
- 神渡良平『「思い」の経営「オオクシ」未来への挑戦』（PHP研究所 2018年8月31日）ISBN 9784569840024[11]

## その他関連資料
- 『ALevel』2024関東版（東京商工リサーチ 2022年12月15日発行）